# Bombus (группа)
Bombus — хеви-метал-группа из города Гётеборг (Швеция). Группа выпустила 3 сингла и одноименный дебютный альбом на лейбле Mourningwood Recordings. 10 апреля 2013 года группа заключила контракт с лейблом Century Media. В сотрудничестве с этим издателем выпущены сингл «Apparatus» и альбомы The Poet and the Parrot (2013) и Repeat Until Death (2016).

## Состав
- Феффе Берглунг (Feffe Berglund) — вокал, гитара (2008 — настоящее время)
- Матте Сёкер (Matte Säker) — вокал, гитара (2008 — настоящее время)
- Петер Асп (Peter Asp) — ударные (2009 — настоящее время)
- Ола Хенрикссон (Ola Henriksson) — бас-гитара (2015 — настоящее время)

## Дискография

### Студийные альбомы
- 2010 — Bombus
- 2013 — The Poet and the Parrot
- 2016 — Repeat Until Death
- 2019 — Vulture Culture

### Синглы
- 2009 — «Bring Me the Head of Your Dog / Deep River»
- 2009 — «The Slaughter / Und So Weiter»
- 2011 — «A Safe Passage / Cult Leader»
- 2013 — «Apparatus»